# Робанов Кот
Робанов Кот (словен. Robanov Kot) је насељено место у општини Солчава, Савињска регија, Словенија.

## Историја
До територијалне реорганизације у Словенији био је у саставу старе општине Мозирје.

## Становништво
У попису становништва из 2011. године, Робанов Кот је имао 139 становника.
| Број становника према пописима | Број становника према пописима | Број становника према пописима |
| ------------------------------ | ------------------------------ | ------------------------------ |
| 1991                           | 2002                           | 2011                           |
| 139                            | 141                            | 139                            |

## Галерија
- ледничка долина Робанов кот
- инфо табла
- поглед на Робанов кот са планине Радухе